# Mirzamys norahae
Mirzamys norahae  (Helgen & Helgen, 2009) è un roditore della famiglia dei Muridi endemico della Nuova Guinea.

## Descrizione
Roditore di piccole dimensioni, con la lunghezza della testa e del corpo tra 105 e 115 mm, la lunghezza della coda tra 89 e 100 mm, la lunghezza del piede tra 22 e 24 mm, la lunghezza delle orecchie tra 11.0 e 13.2 mm e un peso fino a 30 g.

La pelliccia è lunga, densa e soffice. Il colore generale è castano scuro, con la base dei peli grigio argentato. Il naso e il dorso delle zampe sono color crema. Gli occhi sono estremamente piccoli. Le orecchie sono di proporzioni moderate, bianche alla base e bruno-grigiastre all'estremità. La coda è più corta della testa e del corpo, uniformamente marrone e con circa 14 anelli di scaglie per centimetro.

## Biologia

### Comportamento
È una specie terricola.

### Alimentazione
Si nutre di insetti.

## Distribuzione e habitat
Questa specie è conosciuta soltanto nella località di Porgera, Provincia di Enga, Papua Nuova Guinea.
Vive nelle foreste muschiose a 2.650 metri di altitudine.

## Conservazione
Questa specie, essendo stata scoperta solo recentemente, non è stata sottoposta ancora a nessun criterio di conservazione.